# Musicanta
A Musicanta a Mézga Aladár különös kalandjai című magyar rajzfilmsorozat ötödik része, a sorozat epizódjaként a Mézga család tizennyolcadik része.

## Cselekmény
|  | Alább a cselekmény részletei következnek! |

Az otthoni nagy ricsajban Aladár képtelen bármit csinálni, ezért úgy dönt, elindul Blökivel valami nyugodtabb helyre. A Nap felé mennek, amikor is egy napkitörés kimozdítja őket a pályájukról, így az utolsó pillanatban veszik észre, hogy szembejön velük egy bolygó. Leszállnak, de a Gulliverklit meg kellene bütykölni. Míg használható eszköz után kutakodik, Blökit elkapják a bolygó lakói, akik kizárólag énekelve kommunikálnak és versenyzongorákkal közlekednek. Aladár utánuk iramodik és eljut a városukba, ahol éktelen ricsaj van: ahány ember, annyiféle hangszert szólaltat meg egyszerre, és még az épületek is zenélnek. Aladárt a direktor elé viszik, aki börtönbe veti, mert prózában beszél. Blöki a szomszéd cellából átássa magát hozzá, miközben földrengés tör ki. A keletkező lyukon lejutnak a föld alá, ahol kiderül, hogy egy seregnyi ember egy óriási eszközzel kopogott fel a fenti világban élőknek. Ők mind valódi muzsikusok, akik szentségtörésnek veszik a fenti ricsajt, mert úgy vélik, a csend is a művészet része, és az értő fülnek azt is szeretnie kell. Most fellázadnak és különféle eszközökkel, Aladár segítségével rohanják le a várost, hogy mindenkit elhallgattassanak. Az egyik muzsikus mondását megfogadva Aladár is átértékeli a zenéhez való viszonyát, és mikor hazaér, kikapcsolja a koncertet a tévében, miközben szülei beszélgetnek.
|  | Itt a vége a cselekmény részletezésének! |

## Alkotók
- Rendezte: Gémes József, Nepp József, Ternovszky Béla
- Írta: Nepp József, Romhányi József
- Dramaturg: Komlós Klári
- Zenéjét szerezte: Deák Tamás
- Operatőr: Bacsó Zoltán
- Hangmérnök: Bársony Péter
- Vágó: Hap Magda
- Lektor: Lehel Judit
- Háttér: Magyarkúti Béla
- Rajzolták: Apostol Éva, Bakai Károlyné, Bánki Katalin, Bélay Tibor, Cser Tamásné, Csonka György, Hernádi Tibor, Jenkovszky Iván, Kaim Miklós, Kálmán Katalin, Koltai Jenő, Kovács István, Lőcsey Vilmosné, Lőte Attiláné, Maros Zoltán, Palkó József, Rofusz Ferenc, Szemenyei András, Szemenyei Mária, Zsilli Mária
- Munkatársak: Gyöpös Katalin, Kassai Klária, Kanics Gabriella, Zsebényi Béla
- Színes technika: Dobrányi Géza
- Gyártásvezető: Szigeti Ágnes
- Produkciós vezető: Gyöpös Sándor, Kunz Román

- A kifestés a Pannónia Filmstúdió a Kecskeméti Film Vállalatnál készült
- Készítette a Magyar Televízió megbízázásól a Pannónia Filmstúdió

## Szereplők
- Mézga Aladár: Némethy Attila
- Blöki: Szabó Ottó
- Mézga Géza: Harkányi Endre
- Mézgáné Rezovits Paula: Győri Ilona
- Dr. Máris Ottokár: Tomanek Nándor
- Zenebonázók karmestere: Tyll Attila
- Trombitás zenebonázó: Horváth Pál
- Zongorabekísérő #1: Deák B. Ferenc
- Zenebonázó kapuőr: Gyenge Árpád
- Gitáros zenebonázó: Tordy Géza
- Csörgő hangszeres zenebonázó hölgy: Felföldi Anikó
- Zene foglárok: Farkas Antal, Körmendi János
- Lentiek munkavezetője: Somogyvári Rudolf
- Lentiek: Képessy József, Pathó István

## Betétdalok
3:17 Kovács Kati – Kormos a tető ((Deák Tamás–Fülöp Kálmán)
4:15 Kovács Kati – Legtöbb nap (Deák Tamás–Hajnal István)